# Medicina en Ecuador

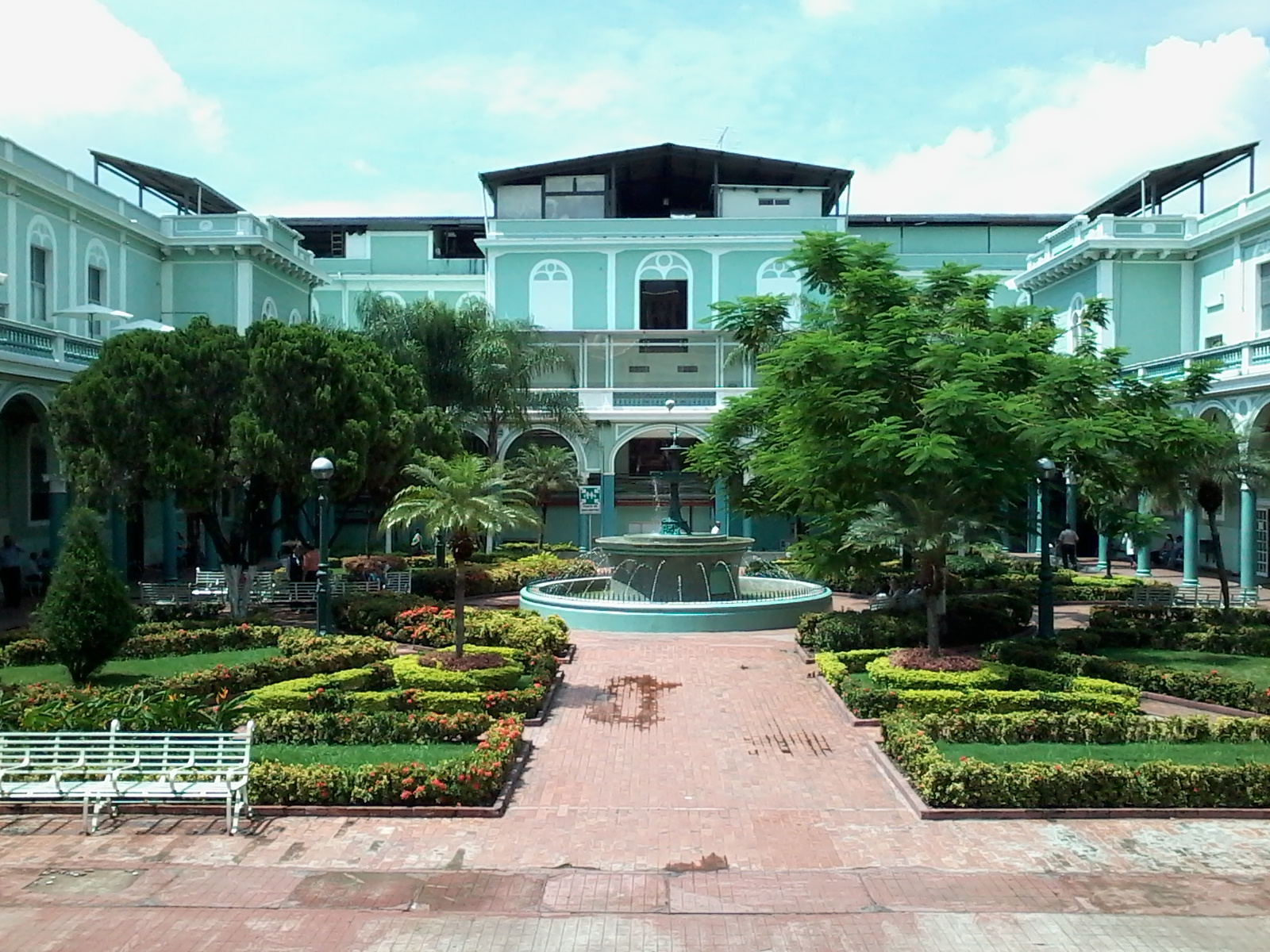
Hospital Luis Vernaza en Guayaquil, ciudad donde se construyó la primera institución de salud, el Hospital de Caridad en 1542 (en Guayaquil la vieja). Cuando la ciudad fue reubicada en su lugar actual, se creó dicho hospital el 25 de noviembre de 1564 con el nombre de Hospital Santa Catalina.

La medicina en Ecuador es la historia de dicha disciplina en ese país desde sus inicios a partir de la medicina humoral en la Real Audiencia de Quito hasta su estado en la actualidad. Detalla tanto la evolución del conocimiento médico tradicional como también el estudio de la etnomedicina en el siglo XX.

## La medicina humoral en la Real Audiencia

### El sistema de Galeno

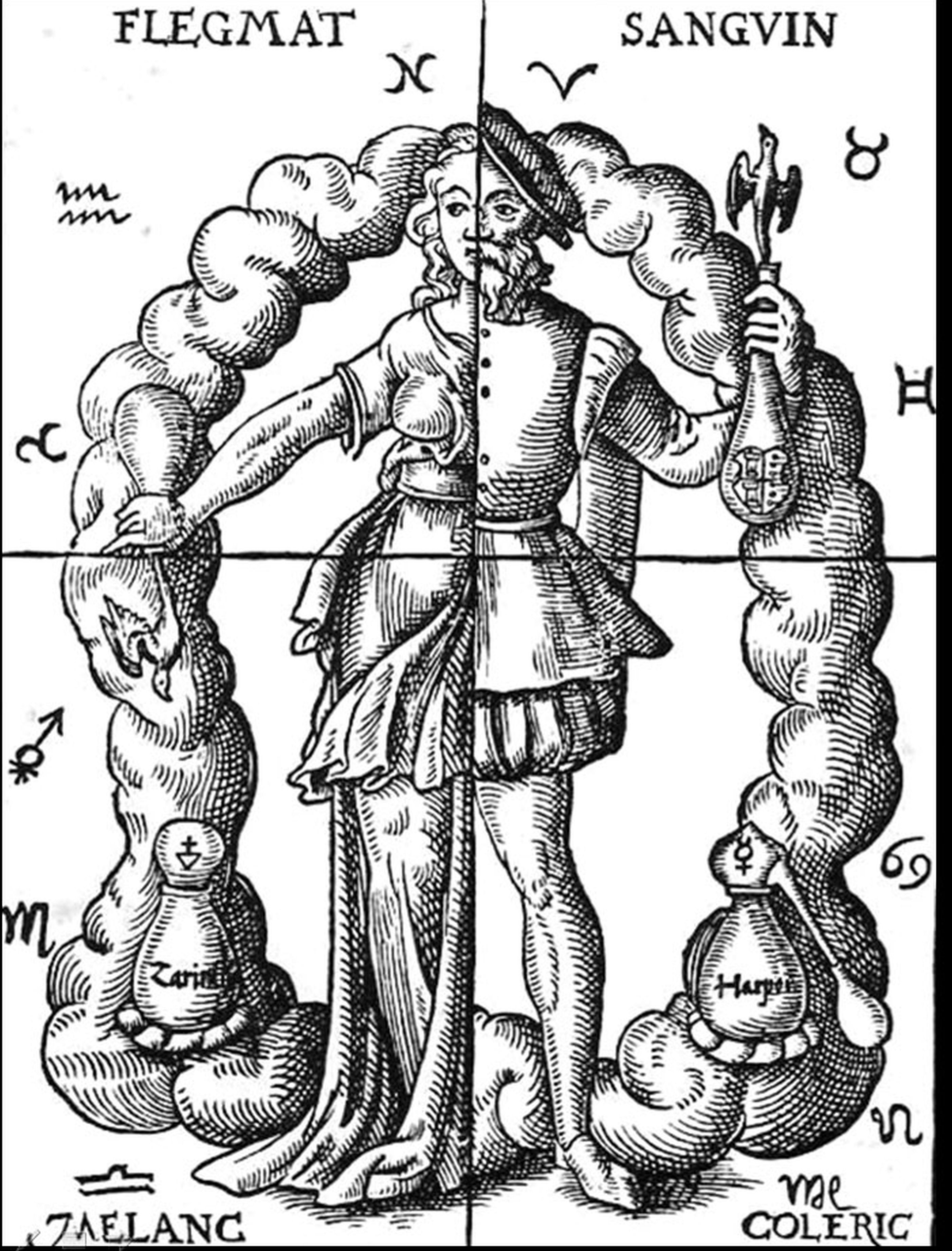
Ilustración del de los cuatro humores: Flegmat (flema), Sanguin (sangre), Coleric (bilis amarilla) y Melanc (bilis negra)

La medicina humoral llegó a la Audiencia de Quito a partir de la fundación de las primeras ciudades. La creación de hospitales fue temprana y tenía como objetivo atender las necesidades médicas por las guerras y epidemias. En España, la medicina se desarrolló a partir de la influencia árabe y se basaba en el sistema clásico griego de Galeno. Los libros de medicina españoles publicados antes y después del descubrimiento de América y los relatos médicos coloniales del Nuevo Mundo son las principales fuentes que describen el pensamiento médico durante esta época. La medicina hipocrático-galénico-persa se convirtió, a través de los árabes, en la medicina ortodoxa en Europa occidental, y fue llevada al Nuevo Mundo por españoles, enseñada allí en las escuelas de medicina hasta principios del siglo XIX, con ciertas reformas durante la ilustración en el siglo XVIII. Su popularidad fue importante ya que fue difundida a través de misioneros y médicos en los hospitales y en otros lugares. El contacto más cercano del sistema de salud con el público ocurría a través de las farmacias o boticas y a través de manuales de atención domiciliaria, también llamados recetarios. En la antigua Grecia se reconocían cuatro: fuego (calor), aire (frío), tierra (seco) y agua (húmedo). En la India se añadió un quinto elemento, el éter, mientras que en China el cuarto y quinto elementos (o agentes o fases) eran la madera y el metal. En Grecia, en el siglo V a. C., Alcmeón de Crotona había hecho explícita la idea de los humores corporales, representados por cuatro fluidos se movían a través de los tejidos más sólidos del cuerpo: la sangre, que fluye de las heridas; la flema, que gotea de la nariz y se expulsa al toser con los resfriados; y la bilis o vómito. El cuarto fluido, la bilis negra, no corresponde a ningún producto corporal igualmente obvio, pero su existencia era esencial para la simetría del sistema. Además de esto, el sistema afirmaba que cada fluido, también llamado humor, estaba marcado por una "complexión", que derivaba de cada uno de los dos pares opuestos de las cualidades de los elementos: sangre, caliente y húmeda; flema, fría y húmeda; bilis amarilla (o "cólera"), caliente y seca; y bilis negra (o "melancolía"), fría y seca. Por lo tanto, siguiendo el principio de Alcmaeon, la salud era una condición de equilibrio o balance, llamado eucarsis. Por otro lado, la enfermedad era el resultado de la discrasis, una alteración de este equilibrio.

### Reseña histórica de la llegada de la medicina

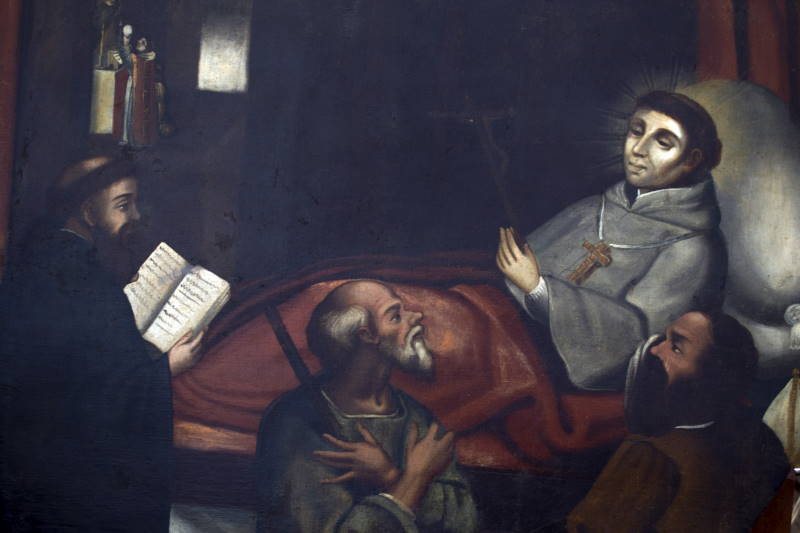
Oración por los enfermos, escuela quiteña

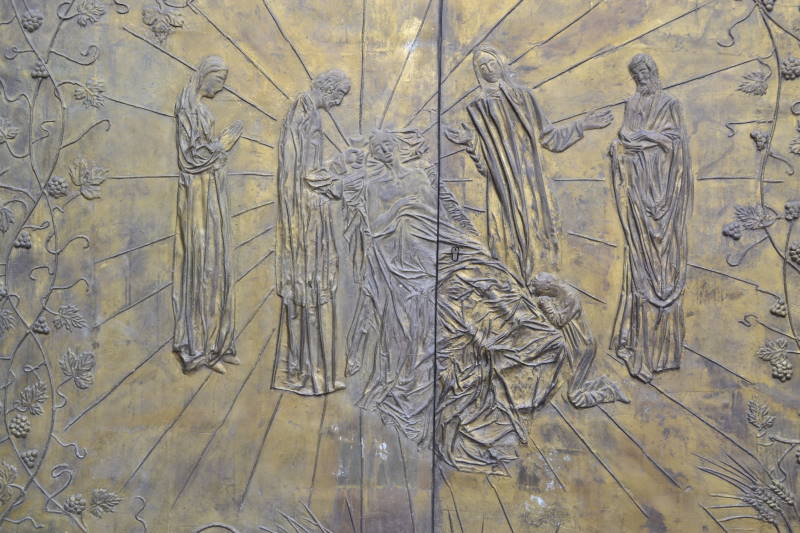
Bajorrelieve representando la muerte en una puerta en Quito

Las rutas por las que la medicina hipocrática llegó a la Real Audiencia de Quito, siguió el mismo camino que el resto de países de América Latina. Los tratados médicos griegos se conservaron en la biblioteca de Alejandría, del siglo III a. C., donde estudiaría Galeno cuyas obras sirvieron como la mayor autoridad de Occidente en medicina durante casi 1.500 años. Similar a lo que fue Euclides en la matemática. A través de la civilización bizantina, los conocimientos de Galeno se transmitieron a los cristianos y musulmanes de Oriente. Huyendo de Edesa, en Mesopotamia, en el 489 d. C., los cristianos nestorianos se establecieron en el suroeste de Persia, en la ciudad de Gunde Shapur, donde, a partir del siglo VI, los textos clásicos de medicina humoral se tradujeron al siríaco y al árabe. Aquí también se llevaría a cabo la unión entre la medicina védica con la medicina griega, con influencias mutuas. Durante la segunda mitad del siglo VIII, la Bagdad musulmana sustituyó a Persia como el gran lugar de traductores, y fue aquí donde los mejores médicos del califato oriental llevaron la medicina hipocrática a su esplendor. De esta forma, los conocimientos médicos medievales acompañarían a los musulmanes en su avance hacia el oeste por la costa meridional del Mediterráneo hasta entrar en Europa a través de Sicilia y España. Allí, el legado médico de la Grecia clásica y del Islam llegó a ser conocido por los médicos cristianos europeos medievales a través de traducciones latinas de manuscritos árabes. Este nuevo centro de traducción se encontraba en Toledo, que surgió después de la expulsión de los moriscos en 1085. De este modo, la antigua doctrina de los humores se convirtió en la base de la medicina cristiana medieval, y siguió siendo dominante en Europa hasta el siglo XVII, y en la Audiencia de Quito cerca de un siglo y medio más. De los escritos de los médicos cristianos durante este medio milenio se desprende que Hipócrates, Aristóteles, Galeno, Avicena entre otros fueron las principales fuentes de la teoría y la práctica de medicina.
La medicina humoral se caracterizaba por ser usada inicialmente por los miembros de la sociedad más educados, inicialmente. Los conceptos de Caliente, Frío, Húmedo y Seco no parecen haber sido nunca una parte significativa de la práctica etnomédica española; sino que más bien parecen haber estado confinados al clero y a los médicos. Y fueron las órdenes religiosas, quienes durante tres siglos desempeñaron el papel principal en la transmisión de estas ideas. La filosofía escolástica del clero, siguió los dogmas tomistas establecidos del siglo XIII, y la mayoría de los tratados médicos de México y Perú durante ese período fueran escritos por frailes cuyos textos reflejaban doctrinas galénicas e hipocráticas, en la medida en que la teoría tomista había elaborado sobre el sistema aristotélico. Así pues, la ciencia médica en la América española se basaba en la patología humoral y seguía invariablemente la antigua tradición en todos sus aciertos y errores, tal como se encontraba a principios del Renacimiento.

### Los recetarios

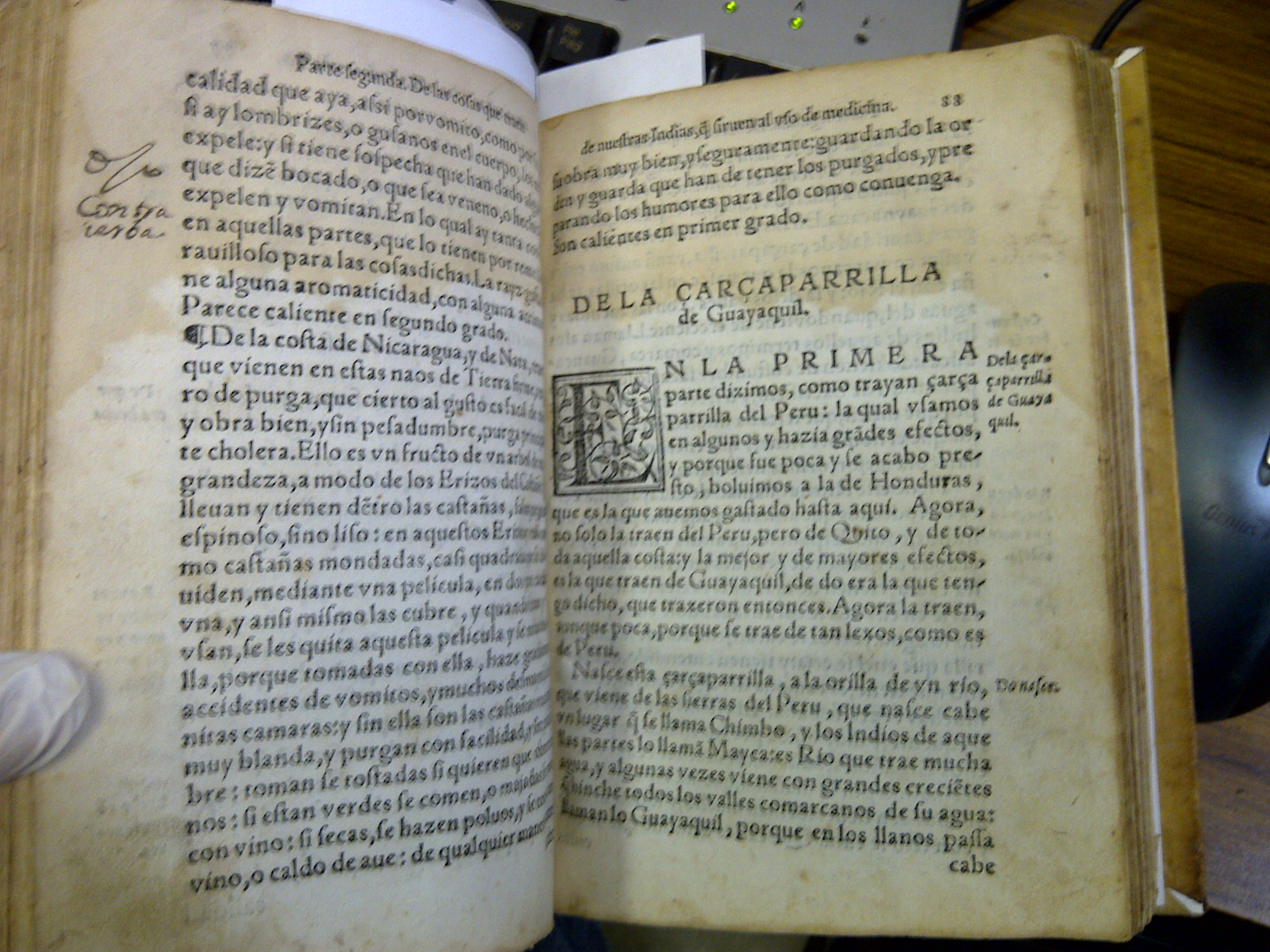
Historia medicinal de las cosas que se traen de nuestras Indias Occidentales, Capitulo Zarzaparrilla de Guayaquil 3.IV.1574.

Los recetarios incluían terapias y remedios que se prescribían según el principio clásico de los opuestos: sangrías, ventosas, sanguijuelas, purgas, supositorios, emplastos y similares, y una amplia variedad de remedios a base de hierbas, animales y minerales. Probablemente, la obra más antigua que puede clasificarse como recetario es el "Tractado breve de chirugia" (Breve tratado de cirugía y del conocimiento y curación de algunas enfermedades comunes en esta tierra) de fray Agustín Farfán, publicado por primera vez en México en 1579 y revisado en 1592, 1604 y 1610; y que fue ampliamente influyente en el Nuevo Mundo. La primera parte trata de anatomía y se basa en gran medida en Galeno. La segunda parte está dedicada a los problemas que pueden surgir en las fronteras: heridas, úlceras, llagas y similares. La tercera sección es el recetario propiamente dicho, prescripciones para las enfermedades más comunes reconocidas en la época. Que la obra estaba pensada como recetario lo indican los comentarios del autor:
"Como ya he dicho, no he escrito para los médicos, sino más bien para los que están lejos de las ciudades y de las grandes poblaciones, donde siempre hay doctores".
En este recetario se describen remedios para muchas enfermedades, entre ellas algunas que suelen aparecer en los relatos etnográficos, como angurria, almorranas, cursos y pujos, apostemas, erisipela, empacho, incordio, jaqueca, lobanillos, sarna, tabardillo y tiricia.

### Las boticas
Los medicamentos se encontraban en las boticas y usualmente estaban equipadas con algunos artículos como aceite de rosas, semillas de sandía y melón, corteza de fresno, borraja, doradilla, malva, llantén, tamarindo, coral, pimpinela, escoba escocesa, lima mineral, valeriana, habas, manzanilla, berro, toronjil, hinojo, apio, palo bálsamo, perejil, zaragatona, entre otros. A través de este inventario se puede inferir los usos y el nivel de desarrollo de la medicina en esa época. Además también al hacer uso de plantas nativas se muestra la unión de los saberes médicos indígenas con europeos.

### Los nombres de las enfermedades

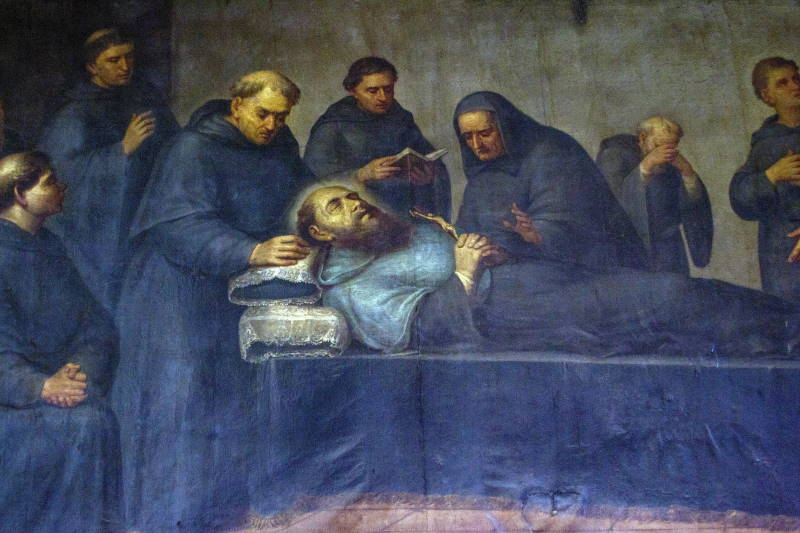
Sacramento de la extremaunción, escuela quiteña

Las boticas y los recetarios a su vez buscaban tratar con enfermedades determinadas como eran: torzon y pujos (diarrea), flema salada (pie de atleta), bazofrio ("bazo frio"), lombrices (parásitos intestinales), empacho ("indigestion"), bilis ("exceso de bilis"), almorranas (hemorroides), sarna (sarna), perrillas (orzuelos), encordio ("tumor en la ingle"), postemillas ("úlceras en los dientes"), ahoguio (asma), frío en la matriz ("vientre frío", explicación común para la incapacidad de concebir). Una parte importante de los nombres de enfermedades que encuentran los antropólogos en las comunidades latinoamericanas proceden del latín y el griego, como anemia, angurria (estranguria), apendicitis, artritis, fiebre, cólico, diarrea, diabetes, dolores asiáticos (ciática). Algunos nombres, como es lógico, representan la aportación árabe a la medicina española: jaqueca, mezquino, alfombrillo y algodón.

### Los remedios

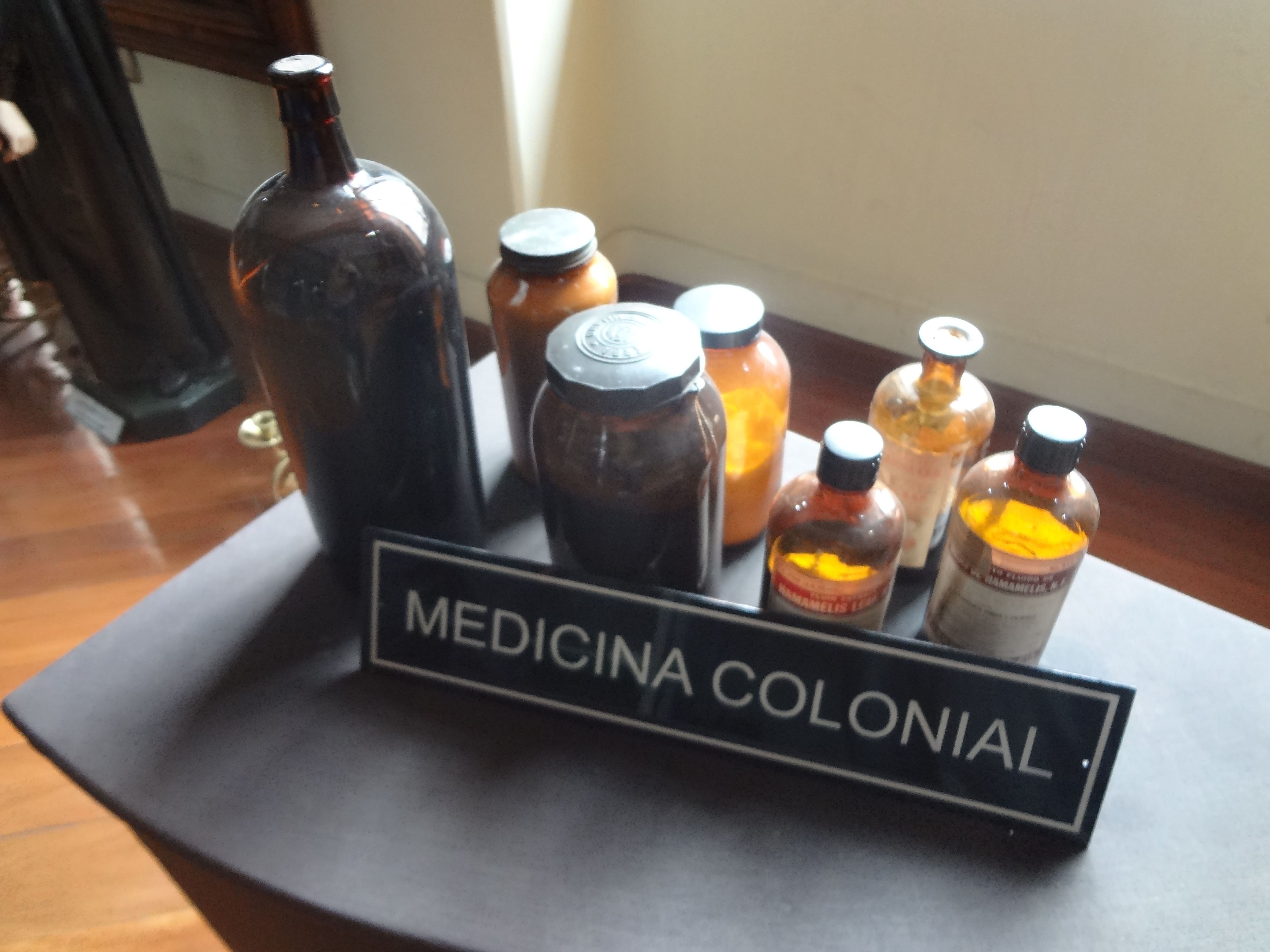
Museo Nacional de la Medicina

Al igual que los nombres de las enfermedades, los nombres de la mayoría de terapias proceden del latín o del griego, como cataplasma, emplasto, fomento, lavado, sinapismo, supositorio, vomitivo y muchos otros. Otras terapias comunes de la medicina hispánica son bilma (variante americana de bizma, cataplasma especializada), cala, defensivo, friega, parche, pócima, sangría, sanguijuela, tapón, vapores y ventosa. En otras palabras, las técnicas terapéuticas básicas utilizadas en la medicina de aquella época son las mismas que se encuentran en la medicina española clásica, identificados con los mismos términos que al ser una palabra técnica y específica debía procurarse mantener su significado.

### La medicina, la iglesia y los sacramentos
Una de las obras más importantes que permite entender la relación entre la iglesia y la medicina durante el siglo XVII viene de la pluma de Pedro de Mercado con su obra titulada "Recetas de espíritu para enfermos del cuerpo". Mercado quien fue un autor prolífico de la contrarreforma busca a través de este libro un objetivo similar al resto de sus escritos, incentivar el desarrollo de la virtud en los fieles. En este caso sin embargo, la virtud debe ser ejercida durante la enfermedad, siendo esta la gran ocasión para mostrar piedad y en los casos fatales estar listo para recibir el sacramento de la extrema unción.
Este libro que sería publicado en 1681 y estaría dedicado a fray Juan Antonio Cabeza de Vaca, quien pertenecía a la orden religiosa de los Hospitalarios de San Juan de Dios, además de haber sido comisario general de las Provincias de Tierra Firme y Nuevo Reino de Granada. Fue publicado en Sevilla y esta estructurado en cortos capítulos, a diferencia del "Cristiano Virtuoso" a los que llama recetas a cada uno de ellos. Escribió en total 54 recetas en un total de 260 páginas. Fue estudiada por la historiadora Estela Restrepo Zea quien se especializó en la historia de la medicina, realizando una reedición del libro en 2006. Al igual que muchas de las obras de Mercado, al especializarse en la "ciencia media" desarrollada durante la contrarreforma, el libro se dedica a contrastar y armonizar tanto el espíritu y el cuerpo. Por esta razón, es un documento importante para entender la forma en la que la medicina trataba con la dimensión psicosomática de las enfermedades.  A través de esto, el autor busca recetar direcciones al espíritu para mejorar el bienestar y fortalecer la salud de los pacientes. Como contexto histórico, fue durante el siglo XVII que en la Real Audiencia de Quito se fundaría la facultad de medicina de la mano de Fray Ignacio de Quezada. Mercado pues siguiendo su línea enfocada en las virtudes, busca que las personas incluso en la enfermedad practiquen la virtud para mejorar su estado.
Algunas de sus recetas son:
- Que el enfermo ha de obedecer al médico, y enfermero en lo que toca a la cura de su cuerpo.
- Cuando el enfermo ha de invocar a los Santos médicos, Cosme y Damián y cuando ha de acudir al Santo enfermero Juan de Dios.
- De la intención con que ha de tomar las medicinas el enfermo.
- Cómo ha de tomar los jarabes y purgas.
- Que el enfermo puede dejar de comer carne por su devoción
- Que ha de sufrir la sed, y abstenerse de la bebida cuanto pudiere.
- Que el enfermo ha de tener paciencia cuando no le visiten los amigos.
- Que el que ve a los enfermos, ha de dar gracias a Dios por estar sano.

### La medicina y la esclavitud
Si bien, debido a la ausencia de grandes minas (las de Zaruma y Portovelo no lograron mayor desarrollo), la esclavitud no estuvo muy difundida en la Real Audiencia de Quito, a comparación con otros lugares del imperio español como serían las minas de Potosí o Popayán. Sin embargo a partir de la segunda mitad del siglo XVIII, se empezaría a desarrollar la minería en Esmeraldas, impulsado por varias familias neogranadinas, lo que motivaría el desarrollo de la esclavitud durante las últimas décadas del siglo, además de lo que ya se venía desarrollando desde las haciendas jesuíticas en el valle del Chota. Sin embargo, las leyes españolas frente a la esclavitud eran paternalistas y existían varios métodos de manumisión, algunos de ellos como autocompra para lo cual la medicina era importante puesto que las enfermedades de los esclavos podían disminuir sustancialmente su precio. 

### Creación de la facultad de medicina

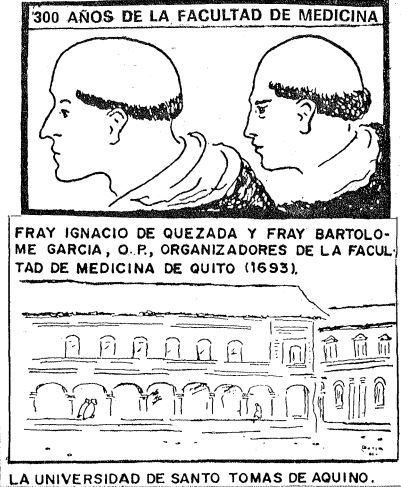
Ignacio de Quezada y Bartolomé García

Durante el siglo XVII la principal Universidad de la Audiencia de Quito fue la Universidad San Gregorio de la orden jesuita. Sin embargo, los dominicos buscaron la creación de la Universidad de Santo Tomás que tendría como característica principal la incorporación de una facultad de medicina, algo que estaba ausente en la San Gregorio donde se enseñaba teología, derecho y artes (liberales). El proceso de la creación de la universidad y la apertura de la facultad sería por lo demás largo, puesto que se debía justificar la necesidad de una segunda universidad para la Audiencia. Estas universidades, cabe aclarar, no eran reales, como la de Nueva España o Lima, es decir creadas por el rey de España, sino más bien eran universidades religiosas administradas por distintas órdenes, vinculadas a la educación de sacerdotes y misioneros. Por esta razón a través de una cédula real el 13 de abril de 1693, se abrió la "Cátedra de Medicina", en la Universidad dle Santo Tomás de Aquino, de los dominicos (algunos de ellos ya tenían título profesional y eran médicos graduados en otras universidades). Los principales protagonistas de este hecho fueron Fray Ignacio de Quesada y Fray Bartolomé García. La cátedra inició con dos catedráticos, doctores, Antonio Montesdeoca y Juan de Alvarado. En esa época eran los únicos médicos titulados que ejercían en Quito durante ese año. La cátedra se llevaba a cabo en las aulas de la universidad que se encontraba en el convento de Santo Domingo. Existe el registro de los primeros estudiantes graduados: Diego de Herrera y Diego Cevallos. La forma en la que se organizó la carrera era en tres años que se llamaban: Prima, Vísperas y Método respectivamente. Asimismo, el currículum que se estudiaba era:
- Prima: Anatomía y Fisiología
- Vísperas: Patología
- Método: Terapéutica

Los libros, tal como se explicó anteriormente, eran los de medicina humoral como Los Aforismos de Hipócrates, las Obras de Galeno y el Canon de Avicena. Al finalizar los estudios se conferían dos títulos de Licenciado y Doctor. Las personas recién graduadas debían obligatoriamente practicar con un médico autorizado por dos años con el fin de poder recibir el permiso del Cabildo de Quito para poder tener ejercicio profesional. Previo a esto, sin embargo, se debía aprobar una prueba teórico-práctica para poder oficializar el Título de Doctor en Medicina.

### Estudiantes notables
Dentro de los estudiantes más destacados se encuentra Juan Bautista Aguirre, quien además de sus conocimientos filosóficos y literarios también sabía medicina. Dedicó parte de su tiempo a la curación durante su estancia en Quito y posterior a la expulsión mientras vivía en Italia se conoce que fue llamado en algunas ocasiones por el Papa Clemente XIII, para que le asistiera. Prueba de ello existe la siguiente frase del papa: “¿Cuál habría sido la suerte de los mortales si cada médico hubiera sido proveído de la ciencia medicinal como el P. Aguirre?”. Durante esta época además, existen los primeros registros de enfermedades graves como el primer caso de fiebre amarilla en 1740 que se reportó por Jorge Juan y Antonio de Ulloa durante la Misión Geodésica. Esto no significa que antes no había casos, simplemente llegó a oíos de la corona. Por otro lado en 1768 se registra también el primer caso de Lepra en la Audiencia.

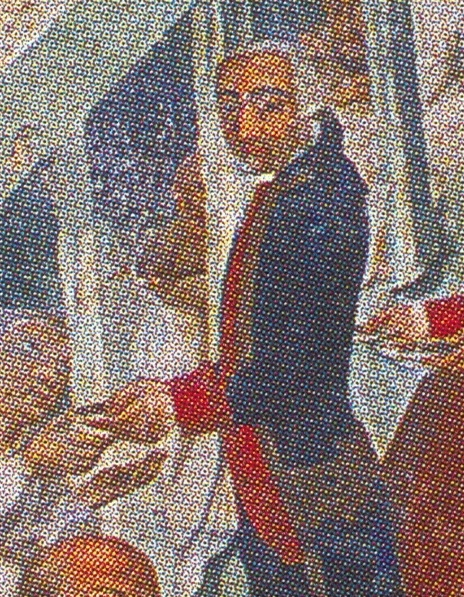
Representación de Eugenio Espejo, en el Hospital

Fue además profesor de metafísica, teniendo como alumno destacado a Eugenio Espejo quien estudiaría derecho, teología y medicina. En esto último sería gracias a la influencia de su padre, Luis Espejo que empezaría su interés en dicha materia. Luis trabajó gran parte de su vida en el Hospital San Lázaro, y a pesar de no haber tenido educación formal aprendería de manera empírica (al igual que muchos otros puesto que la necesidad era amplia para los pocos médicos titulados) empezando como curandero, después especializándose en cirugía y a juicio de su hijo, llegando a dirigir dicho hospital. Eugenio en cambio viviría parte de su infancia dentro del hospital mientras acompañaba a Luis. Cuando tuvo 18 años se matriculó en la Facultad cursando los tres años: Prima, Víspera y Método, con profesores seglares, en esta disciplina no tendría a Aguirre como profesor. Se certificó en la práctica médica gracias a los Betlemitas Fray Teodoro San Francisco y Fray Santiago de las Animas. Dentro de sus importantes contribuciones a la medicina esta su libro Reflexiones acerca de un método para preservar a los pueblos de las viruelas. Lo escribiría a partir de un encargo del presidente de la Audiencia Villalengua debido al interés general que existía en la monarquía española para mitigar estas epidemias, especialmente en América. Esto sería de suma importancia para el Rey y terminaría desembocando en la Real Expedición Filantrópica de la Vacuna, durante los primeros años del siguiente siglo, cuando con gran éxito se lograría empezar una campaña de vacunación contra dicha enfermedad. Las reflexiones de Espejo se terminaría el 11 de noviembre de 1785 y está dividido en dos partes: una donde se dedica netamente a la prevención de la viruela y la otra donde en cambio busca la erradicación. Desarrolla sus conocimientos acerca de las inoculaciones y las condiciones de la cuarentena. Refutó además creencias como que la separación y destrucción de la ropa contaminada no era práctica. Buscó promover una mayor higiene personal entre los habitantes de la Audiencia. Refutó también la creencia de que la viruela se transmitía a través de aire contaminado y para tener una cuarentena eficiente sugirió la construcción de una casa aislada en el campo que sirva de hospital. Desaconsejó la vieja costumbre religiosa de enterrar a los muertos dentro de las iglesias y propuso que se lo haga fuera de los límites de la ciudad. Criticó la administración del hospital de la ciudad, lo que le grangeó enemigos dentro de sus colegas, porque pensaba que los métodos usados eran por lo demás anticuados. Su trabajo sobre las viruelas no fue el único que se desarrolló en el Nuevo Mundo durante esa época ya que también se publicaría en 1779 "Instrucción que puede servir para que se cure a los enfermos de las viruelas epidémicas" por el novohispano José Ignacio Bartolache. Después de que la hija de Carlos IV, la infanta Teresa, muera de esta enfermedad empezaría la campaña de vacunación con mucho éxito, a la cual Andrés Bello le dedicaría un poema a "La vacuna".

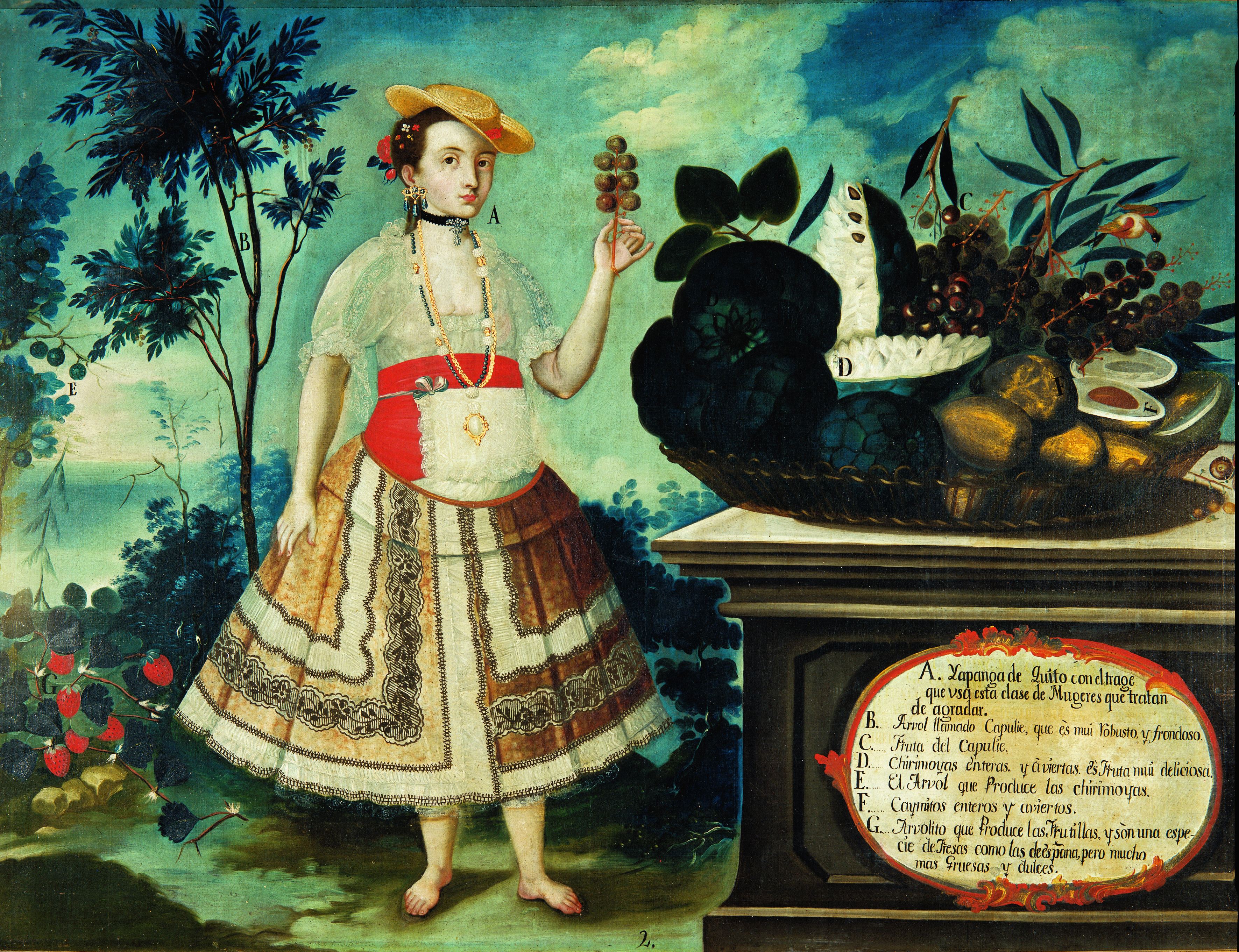
Pintura de Vicente Albán utilizada en la portada del libro de Eduardo Estrella titulado "Jose Mejia: Primer Botanico Ecuatoriano"

Otro estudiante notable de medicina fue José Mejía Lequerica, a quien se le conoce por su destacada participación en las Cortes de Cádiz, sin embargo antes de que esto ocurriera su vida estaría fuertemente ligada a la medicina y al estudio de las plantas. Se casaría con la hermana de Eugenio Espejo, Manuela y además formaría parte de la Real Expedición Botánica del Nuevo Reino de Granada, junto con José Celestino Mutis y Francisco José de Caldas. Se dedicaría a investigar las plantas que se encuentran en la costa de Ecuador, en lo que ahora es la provincia de Santo Domingo. Publicaría sus hallazgos bajo el título de "Plantas Quiteñas" que es el contrapunto de la "Flora Huayaquilensis" por Tafalla Navascués que formó parte en cambio de la Real Expedición Botánica del Perú. Tuvo sin embargo empezaría a tener problemas con las autoridades de la Audiencia. En 1803 la administración bloqueó su acceso a una cátedra de filosofía y además le negarían el título de doctor por razones políticas. Cuando se encontró sin mayores alternativas decidió ir a España junto a su amigo Juan José Arias-Dávila y Matheu, el conde de Puñorrostro. Allá trabajaría en el Hospital General de Madrid, donde le sorprendería la invasión francesa y después continuaría su carrera en las Cortes de Cádiz hasta su muerte temprana.

### Hospitales construidos durante los siglos XVI, XVII y XVIII

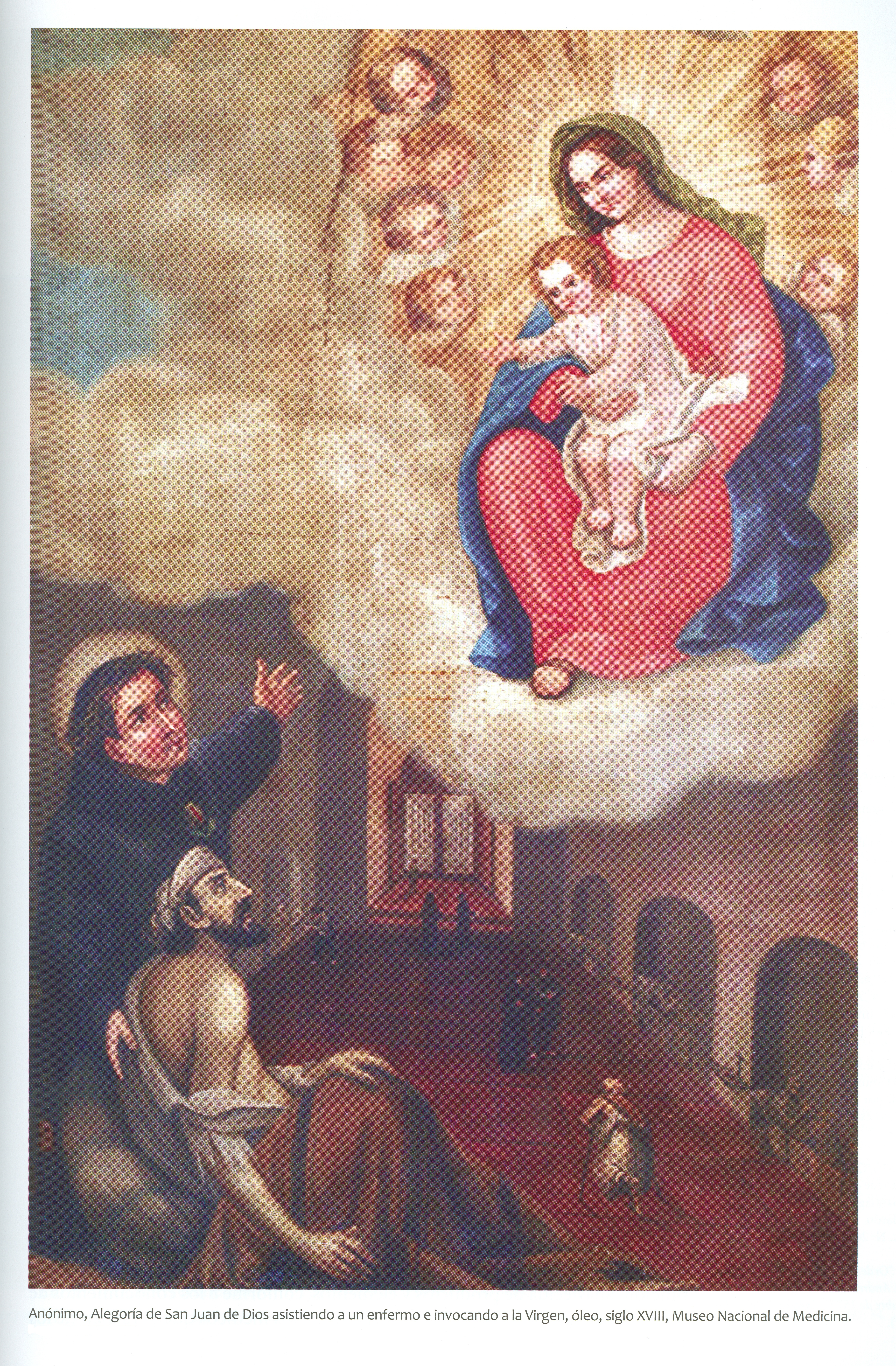
Alegoría a San Juan de Dios en Quito

Desde los inicios hasta la independencia, se crearon los siguientes hospitales:
- Guayaquil la Vieja. Hospital de Caridad, 1542
- Loja. Hospital Real de Caridad, 1546
- Otavalo. Hospital de Caridad, 1547
- Cuenca. Hospital Real de Caridad, 1557
- Guayaquil la Vieja. Hospital de Santa Catalina, 1564
- Quito. Hospital de la Misericordia, 1565 (Fray del Rosario se hace cargo en 1707)
- Quito Hospital de Indios, 1566
- Cañaribamba. Hospital del Salvador, 1580x
- Riobamba. Hospital de San Andrés, 1581
- Pimampiro. Hospital de Caridad, 1592
- Ambato: Hospital de Caridad. 1600
- Hatúncañar: Hospital de Naturales, 1600
- Ibarra: Hospital de San Nicolás, 1609
- Riobamba: Hospital de Caridad, 1611
- Guayaquil: Hospital de Santa Catalina, 1694
- Quito: Hospital de San Juan de Dios, 1706
- Cuenca: Hospital de Belén, 1742
- Quito: Enfermería de Variolosos, 1762
- Riobamba: Hospital de San José, San Joaquín y Santa Ana, 1771
- Quito: Hospicio de Jesús, María y José (luego San Lázaro), 1785
- Quito: Hospital de San Lázaro, 1786
- Cuenca: Hospital de la Merced, 1800
- Guayaquil: Hospital de San Lázaro (Lazareto de Santa Elena), 1800
- Guayaquil: Hospital de la Asunción, 1813
- Cuenca: Hospital de San Lázaro. 1816

## La medicina durante la etapa republicana

### Creación de la Universidad Central

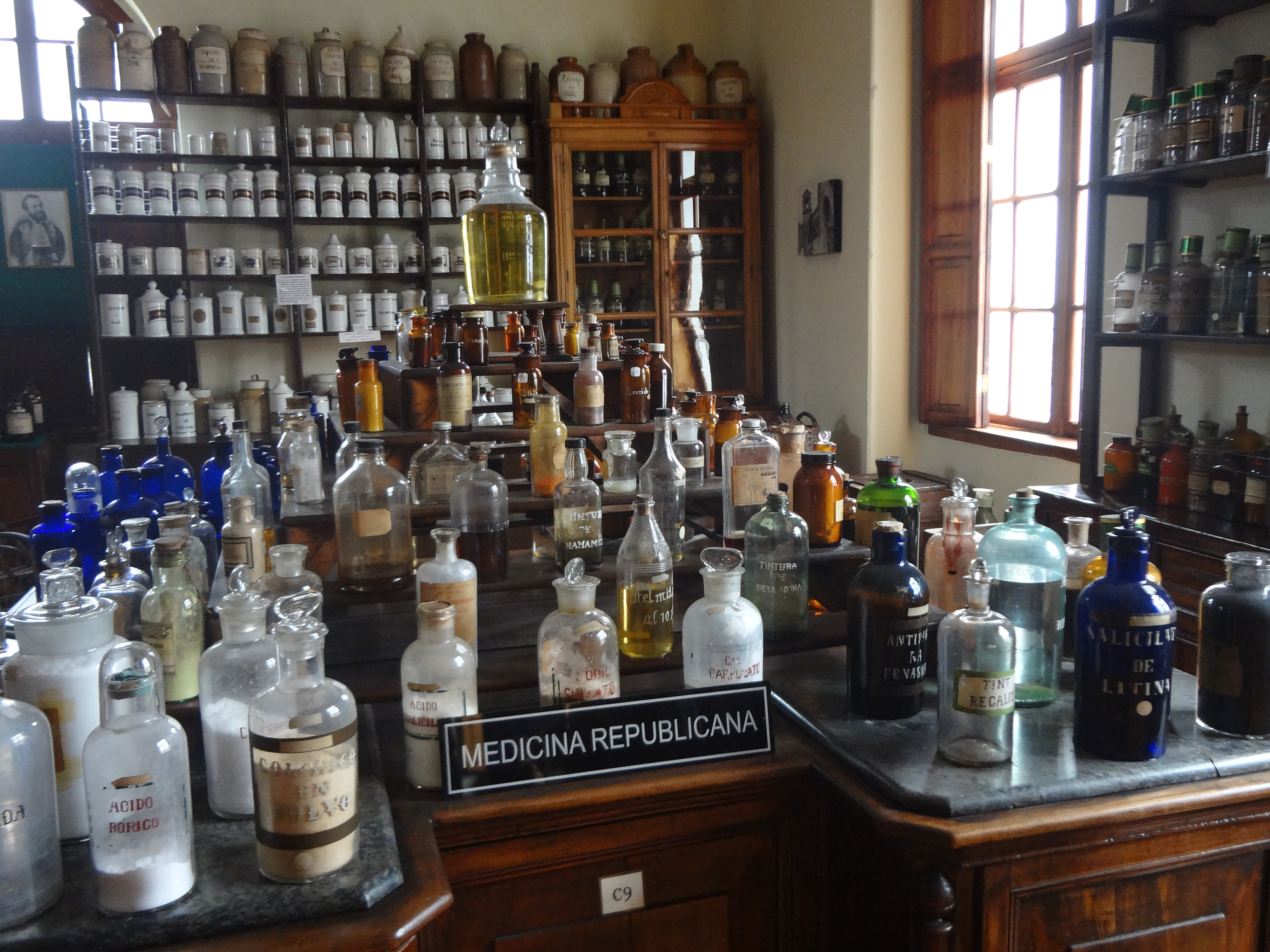
Medicina en la etapa republicana. Museo nacional de medicina

De esta forma se desarrolla la medicina hasta los inicios de la independencia cuando se fundaría la Universidad Central, de la mano de Simón Bolívar, el 26 de octubre de 1827, con su Facultad de Medicina. Dentro de los principales profesores destacó el doctor Juan Manuel de la Gala. Además de medicina había estudiado matemática y se graduó en la Universidad de Quito en 1813. Tuvo varios roles entre los que destaca el de Vicerrector, primer director y vicedirector de la Facultad. En esta época, el Ministerio del Interior empieza a hacerse cargo de la salud con sus hospitales y casas de misericordia. De esta manera los servicios hospitalarios dejan su rol que estaba marcado más por su lado caritativo y empieza la modernización de la medicina en Ecuador. Por otro lado, en 1822 se incluye la historia clínica de los pacientes y en 1825 se crean las Juntas de Sanidad durante la Gran Colombia.
Destacó como estudiante de medicina Manuel Villavicencio, quien sería discípulo de William Jameson. Aunque no ejerció la medicina y se dedicó más bien al estudio de la flora, fauna, orografía y geografía de Ecuador. Fue famoso por la publicación de su Geografía del Ecuador, que lo convirtió en uno de los más destacados científicos del siglo XIX. Esto da fe del sistema educativo de Ecuador y que por la falta de carreras especializadas que se ofrecía, la medicina se había convertido en una puerta de entrada a otras ciencias naturales, haciendo que los médicos durante esta época tengan formación multidisciplinaria.

### La fiebre amarilla y nuevas reformas

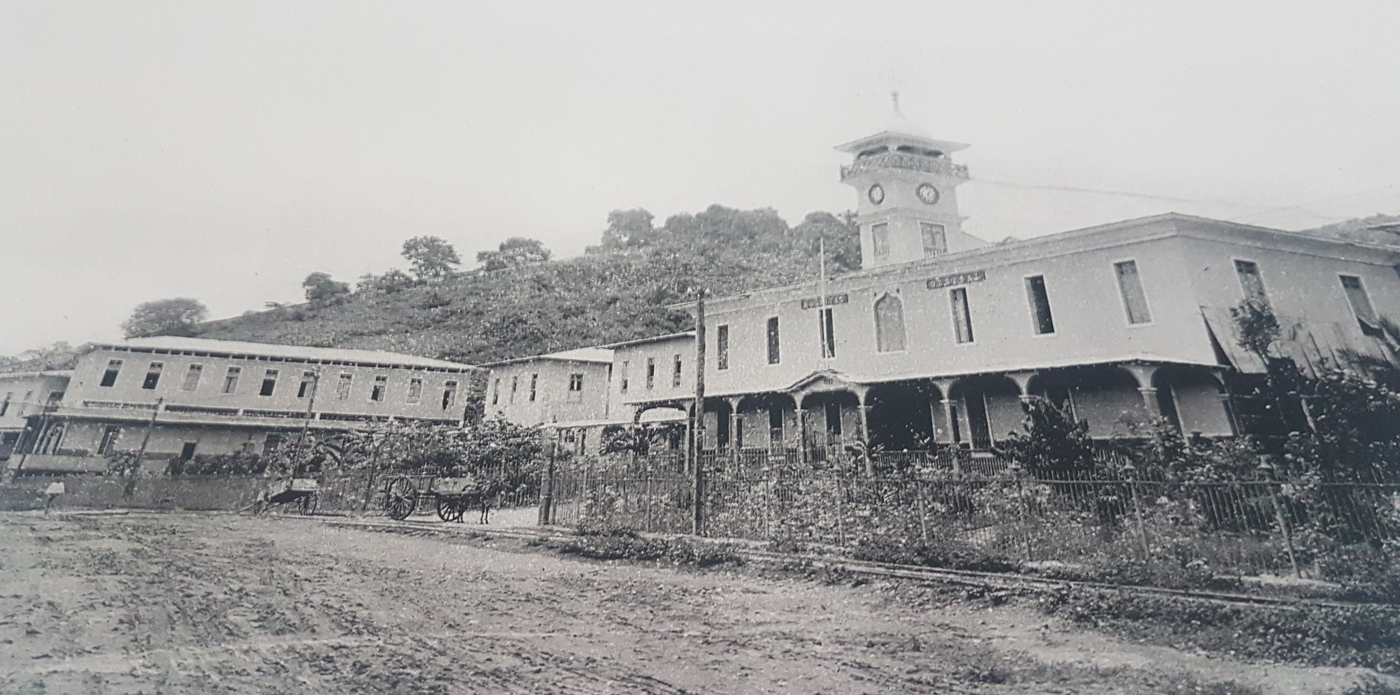
Hospital Luis Vernaza

Años más tarde, bajo la presidencia de Vicente Rocafuerte se crea en Quito el Anfiteatro Anatómico que en la actualidad es el instituto de Anatomía junto al doctor José María Espinosa y José García Parreño. Las clases prácticas de anatomía, con sus disecciones, se dispuso se realicen cada ocho días. Además, mientras Rocafuerte fue el Gobernador del Guayas se llevó a cabo la terrible epidemia de 1843 que dejó 2.454 muertos y más de 8.000 infectados. El Gobernador estuvo muy activo tratando a los enfermos y evitando que la crisis se agrave mucho más.
Durante estos años se desarrollaron avances importantes en la obstetricia. Entre 1838 a 1839, Dominga Bonilla, inicia sus estudios en esta disciplina junto al Dr. José Manuel Espinosa. Lo continuaría a partir del año 1841 con la partera peruana Cipriana Dueñas (Casaneuve). De esta forma sería la primera mujer en conseguir un grado en obstetricia en la historia del país. Además, José Manuel Espinosa quien dirigía la Facultad de medicina propuso la realización de un curso de Obstetricia que dure tres años. Había mucho por reformar y los recursos no eran abundantes. Hasta el año de 1840, Quito todavía contaba con 4 casas de salud: el hospital, hospicio, manicomio y leprocomio. El presidente Manuel de Ascázubi y Matheu impulsó la medicina dictando medidas para el arreglo de los hospitales y el estudio de Medicina y Cirugía en el año 1850.

### La medicina y la época garciana

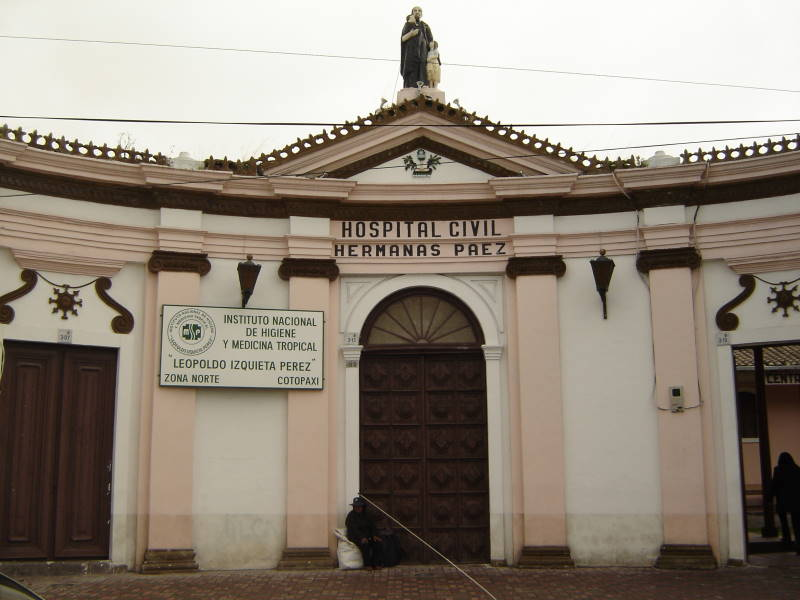
Hospital Civil de Latacunga

La mayoría de las reformas empezarían sin embargo a partir de 1857, cuando el doctor Gabriel García Moreno sería elegido como Rector de la Universidad Central reemplazando a José María Espinosa y empezaría la elaboración de un nuevo Reglamento para la Universidad. Este proceso de reforma en la medicina continuaría durante su presidencia trae al doctor francés Étienne Gayraud, quien sería una figura clave en el aumento de rigor y mejorar las prácticas médicas. Al respecto se expresaría de la siguiente manera:
Tengo la satisfacción de haber iniciado una generación médica en los procedimientos científicos que ella ignoraba completamente. Son nuestros discípulos los que ocupan ahora las Cátedras de la Facultad de Medicina y los concursos a que han debido sus nombramientos, han dado la medida de los servicios que prestarán a la enseñanza superior. Estamos seguros de que, gracias a ellos, Francia será por mucho tiempo la inspiradora de los progresos de la juventud ecuatoriana.
Las reformas continuarían y la Facultad Médica de Quito, incluiría la Obstetricia como parte de los estudios de Medicina legal y toxicología en el año de 1863. Tres años más tarde, Dominga Bonilla impulsó la fundación de una escuela de Obstetricia, que sea la Escuela Nacional de Partos. En dicho año además se matricularía Juliana Vallejo, y más tarde empezaría a trabajar como profesora. De esta forma se empieza a articular esta disciplina y en la siguiente década en 1876 se registran 49 alumnos en Medicina y 6 estudiantes de Obstetricia. Se graduaría la primera promoción en 1874, destacando entre ellas Juana Miranda. El tribunal de grado fue constituido por los doctores Gayraud, Domec y Rafael Barahona. Años más tarde, para 1889 el Consejo General de la Universidad, establecería la cátedra de Bacteriología, y para el ejercicio de esta disciplina llegaría el doctor Gustav Lagerheim.

### La medicina y la revolución liberal

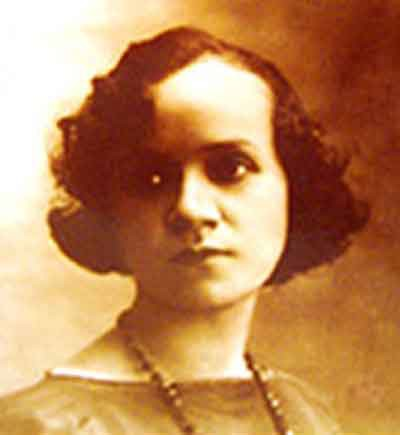
Matilde Hidalgo

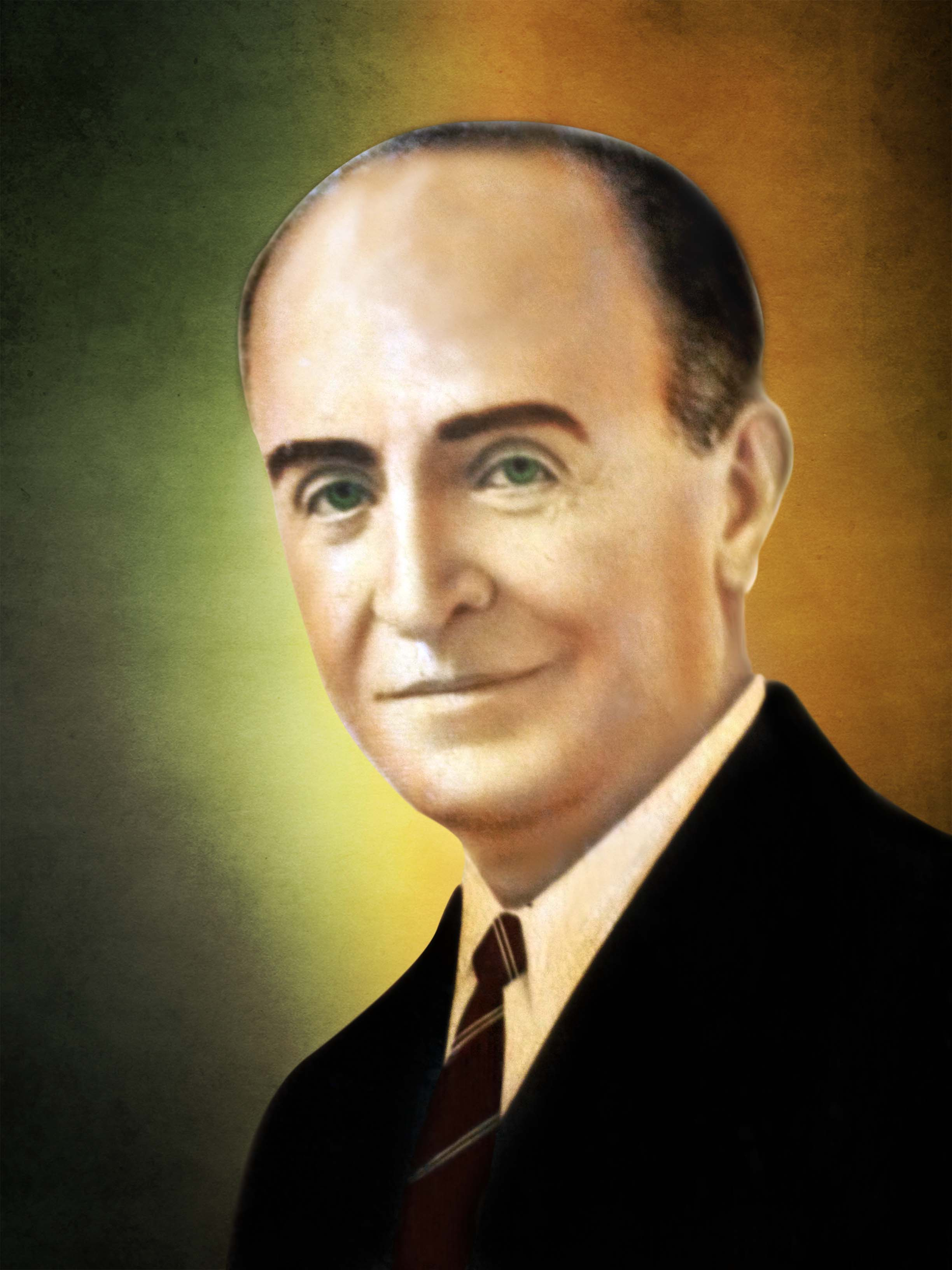
Leopoldo Izquieta Pérez

Otros cambios importantes se llevarían a cabo a partir de la "Ley de nacionalización de los bienes de manos muertas" durante la revolución liberal en 1908. Esto permitió crear el Hospital “Eugenio Espejo” . Además, la maternidad de Quito se uniría a la Facultad de Medicina para mejorar sus prácticas en 1901 y esto daría inicio a la carrera de Pediatría. Un año después llegaría el primer aparato de Rayos X a la Universidad. Esto se complementaría a su vez con la incorporación de la materia de Ginecología en las Facultades de Quito y Guayaquil para el año de 1905. En 1910 empezarían las primeras clases de primeros auxilios lo que permitiría la formación de la Cruz Roja en Ecuador. Para estos años los avances eran muchos y se contaba ahora con 236 médicos y 87 farmacéuticos. Dentro de los médicos graduados destacó la sufragista Matilde Hidalgo de Procel.
Se mejoró la atención en el Hospital San Juan de Dios con la inclusión del laboratorio clínico en 1916 y la lucha contra la fiebre amarilla cobraría fuerza en 1918 de la mano del doctor japonés Hideyo Noguchi. Estas campañas de erradicación de la fiebre amarilla fueron de vital importancia puesto que se estaba construyendo el canal de Panamá y esta enfermedad azotaba a los trabajadores. Se consideraba que un foco importante de contagio cerca del istmo era el Golfo de Guayaquil por lo que era de vital importancia la erradicación de dicha enfermedad. En 1919 Guayaquil fue declarada libre de fiebre amarilla. Para ello se difundió la Cartilla sobre la gripe por el impulso de Isidro Ayora quien fuera decano de la facultad de medicina en ese tiempo. 

### La institucionalización

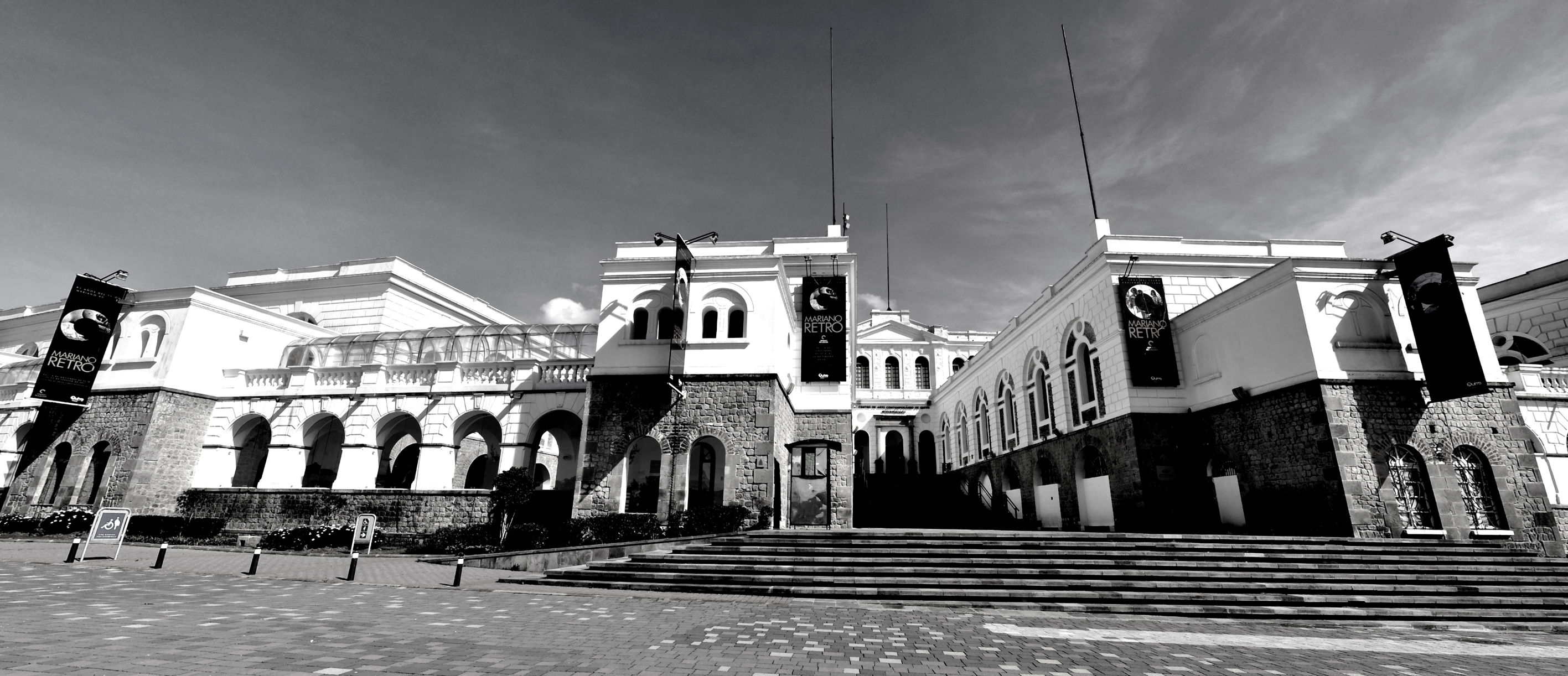
Edificio del Antiguo Hospital Militar en San Juan, construido en el año 1900 durante las reformas a la salud en la Revolución Liberal. Actualmente funciona ahí el Centro de Arte Contemporáneo

Cuando Ayora fuera presidente en cambio iniciaría la seguridad social con la creación de la Caja de Pensiones en 1928. La lucha contra las enfermedades tropicales continuaría de la mano de Leopoldo Izquieta Pérez quien en 1937 fue elegido Consejero Municipal de Guayaquil (por cuarta ocasión) cuando impulsaría su iniciativa el 17 de agosto de 1938, para la creación Instituto Nacional de Higiene con sede en Guayaquil. El objetivo principal era la revisión de la calidad de los productos médicos y de los laboratorios del país. Años más tarde empezaría la construcción del Edificio del Instituto Nacional de Higiene y que sería creado oficialmente con el decreto presidencial de 1941, otorgándole atribuciones científicas, sanitarias, educacionales y comerciales.

La medicina continuaría avanzando cuando en la década de los 40, el Dr. Juan Tanca Marengo, médico y humanista ecuatoriano, preocupado por los diferentes tipos de cáncer, consideró necesario compartir sus conocimientos oncológicos con los estudiantes de medicina y con los médicos en general. Su propósito fue establecer campañas de prevención y curación, a través de la creación de un instituto dedicado a la lucha contra el cáncer. El 7 de diciembre de 1951, convoca a un grupo de sus amigos médicos más cercanos para fundar una de las obras públicas de mayor trascendencia en el Ecuador: la Sociedad de Lucha contra el cáncer, o SOLCA. En 1953, el gobierno empezó a organizar la creación del edificio SOLCA, que fue declarado Sociedad "lucha contra el cáncer" en Ecuador. Cuatro años más tarde, en 1957 se construyó el departamento de radioterapia y cirugía. 

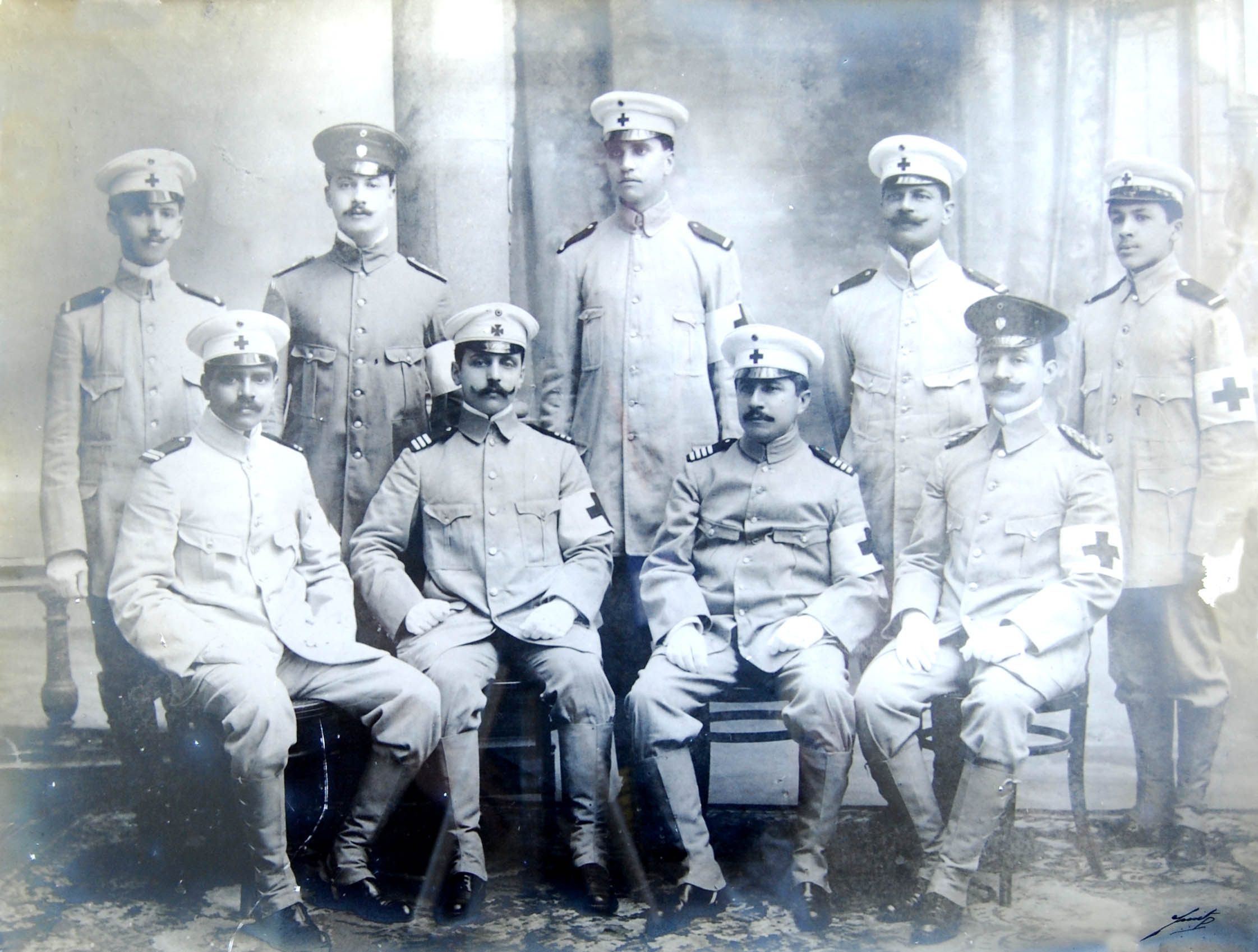
Primera brigada de la Cruz Roja Ecuatoriana.

Además de ello, también destacó el doctor Jaime Rivadeneira en el campo de la anatomía patológica y trabajó para erradicar la malaria en el norte de Ecuador, especialmente en los valles cercanos a Quito e Ibarra. Empezó diseñando una campaña médica con el estudio de la distribución de larvas del mosquito en los valles para identificar las zonas donde crecían. La estrategia fue la eliminaron de las zonas en las que se pudieran reproducir las larvas de Anopheles, los criaderos, y luego utilizando una mezcla de Queroseno y petróleo evitaron que las larvas pudieran adherirse a las superficies. Además se trabajó en el drenaje de aguas estancadas de la zona, mejorando cualitativamente la salud en esa zona. 
Adicional a todo esto, como resumen de este proceso de institucionalización podemos ver los siguientes hitos importantes:
- Creación de la LEA en 1928
- Instituto Nacional de Higiene en 1937
- La Clínica del Seguro de Quito en 1946
- Cruz Roja Ecuatoriana en 1947
- SOLCA en 1951.
- Ministerio de Salud Pública el 16 de junio de 1967

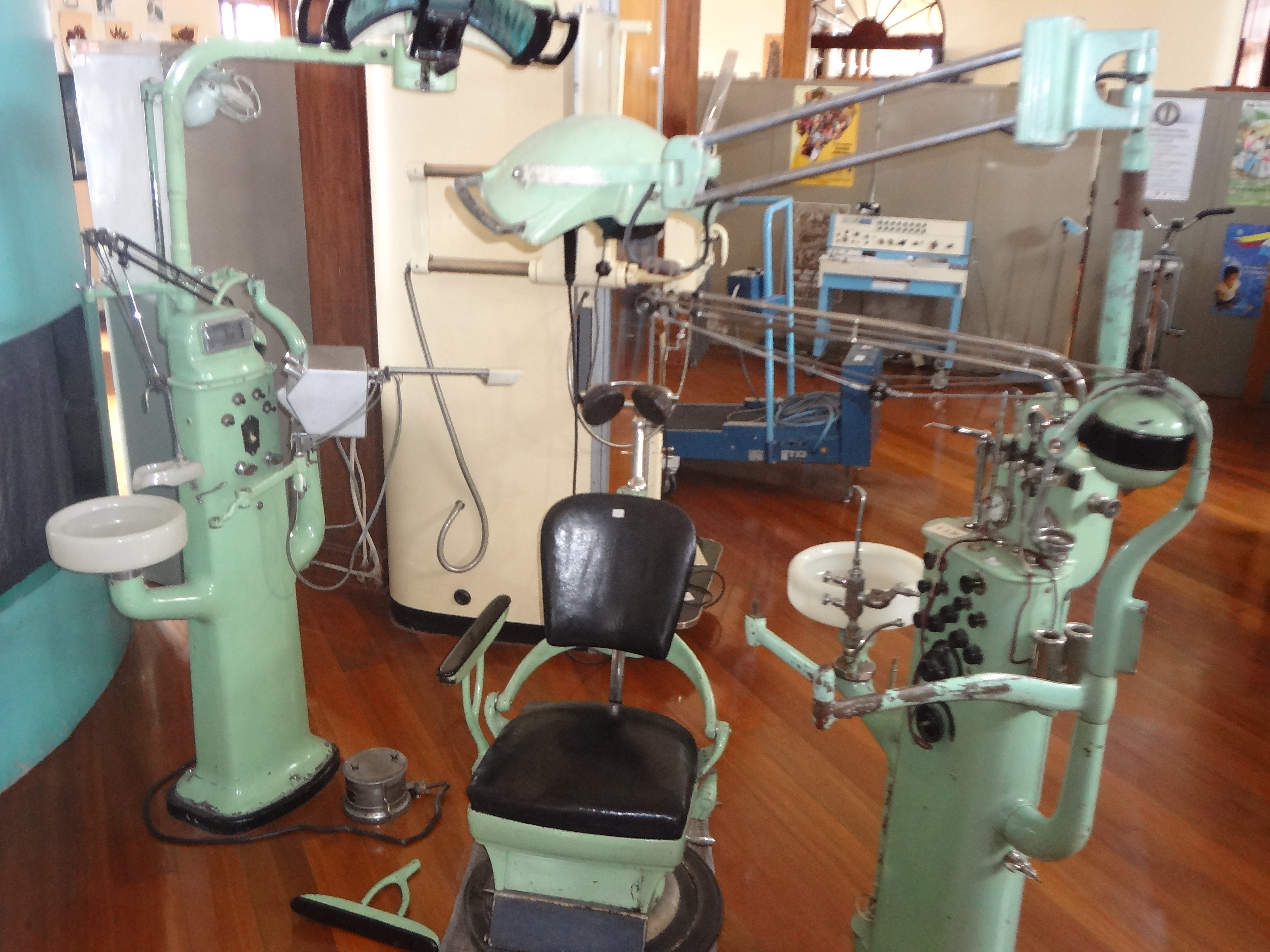
Silla de ortodoncia
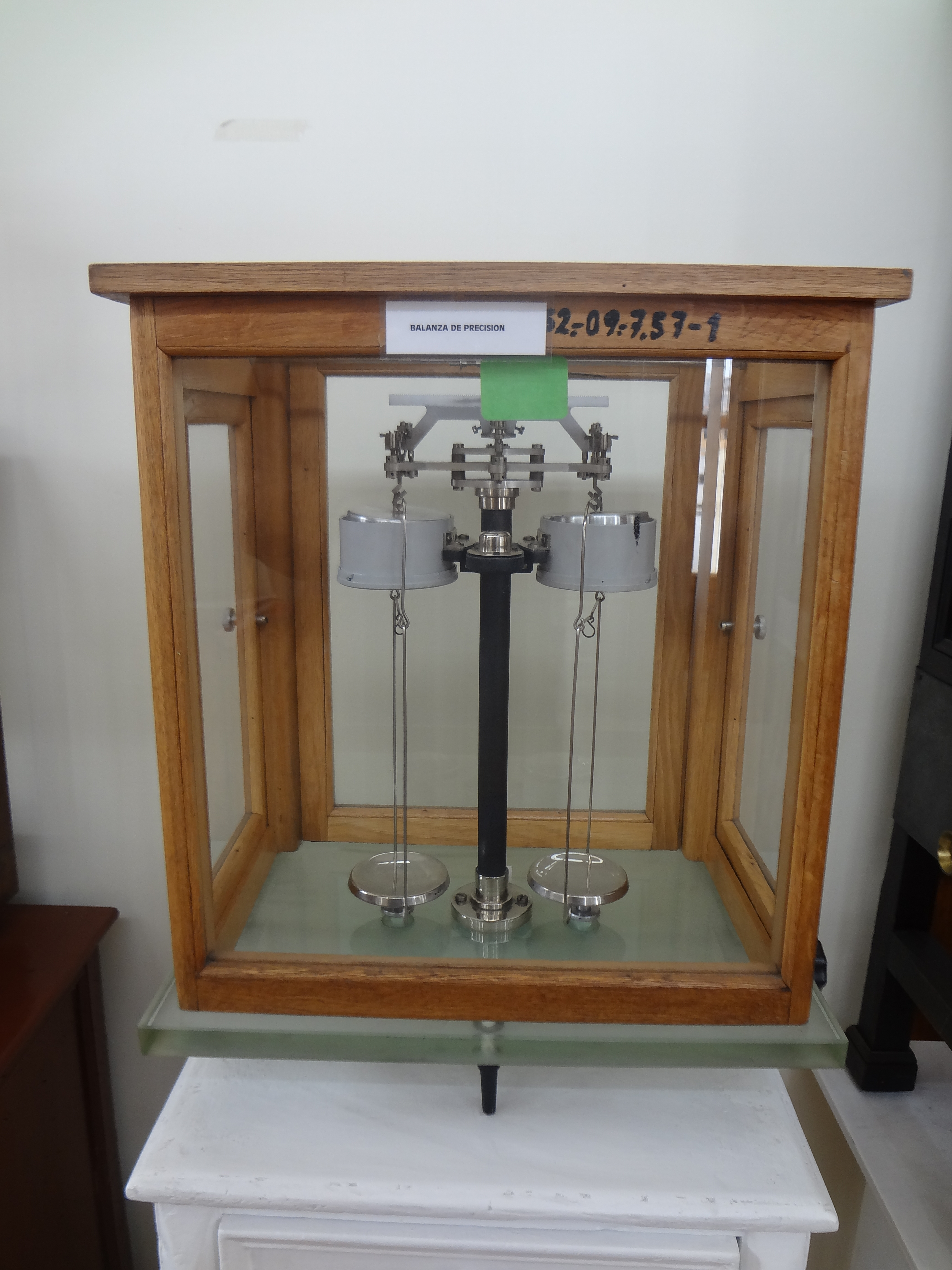
Balanza de precisión
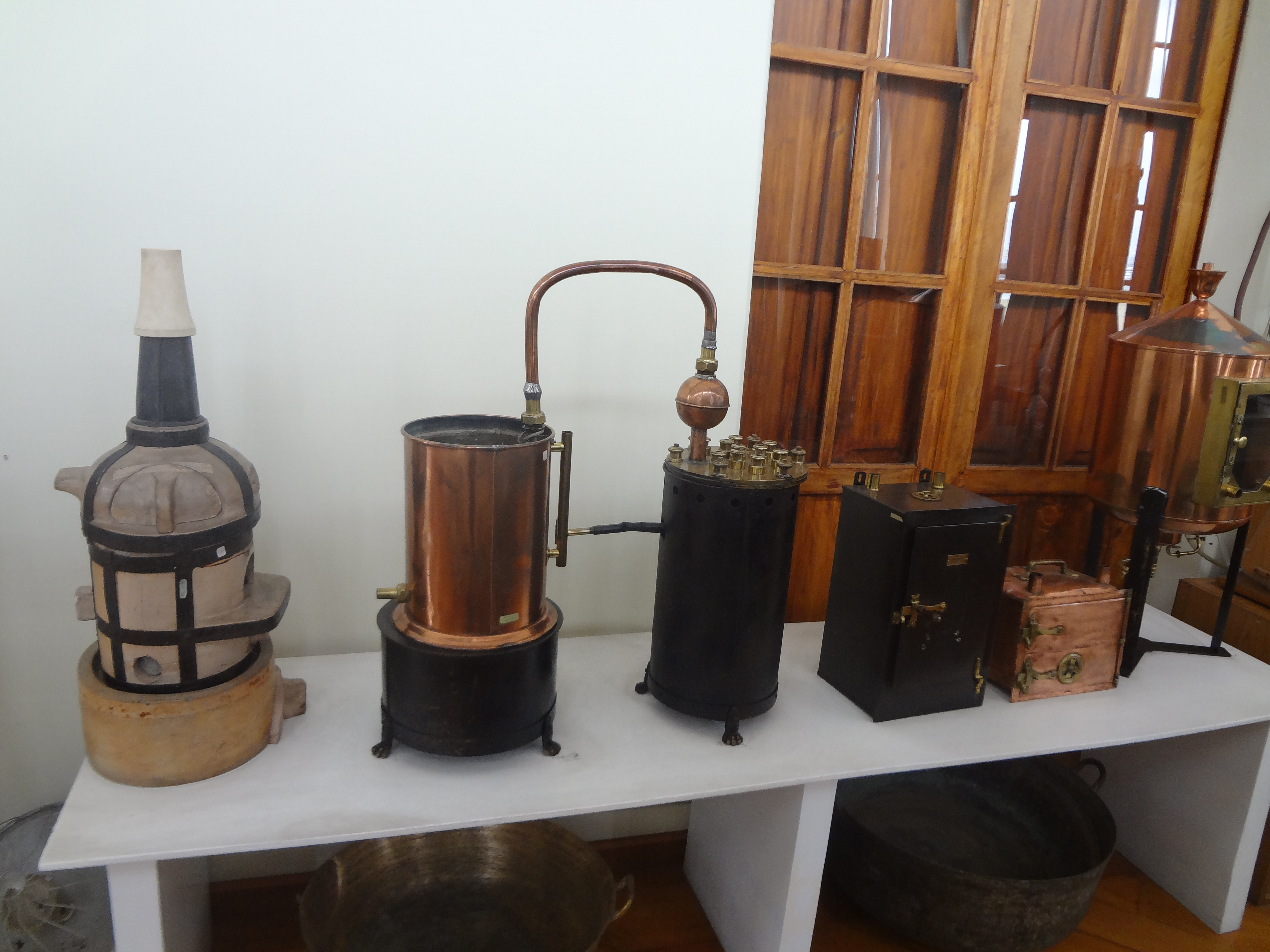
Aparatos médicos antiguos
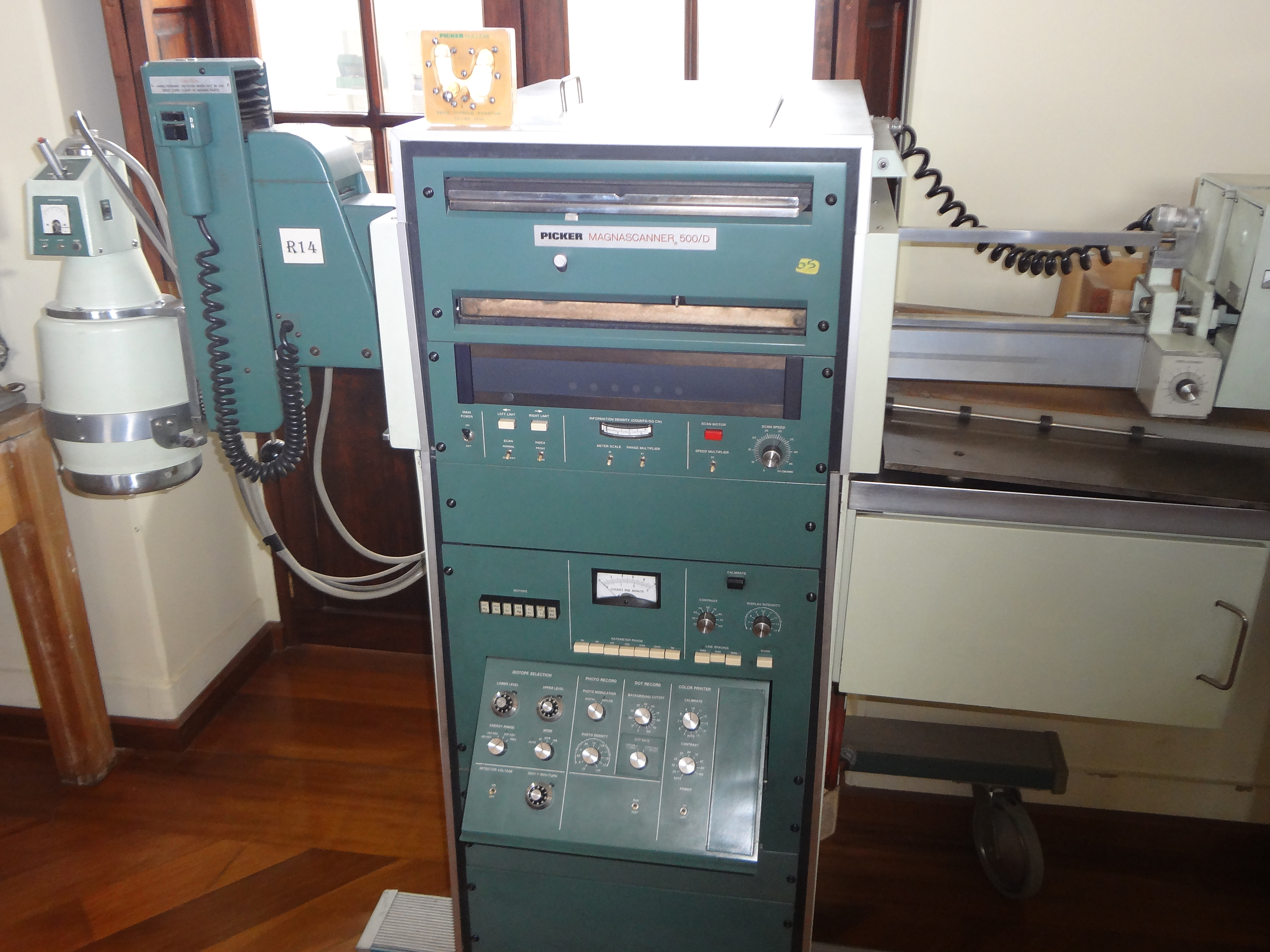
Centro de Convenciones Eugenio Espejo

### La etnomedicina

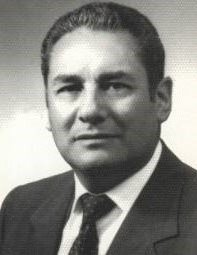
Eduardo Estrella Aguirre

Durante la segunda mitad del siglo XX se empezaron a desarrollar diversos estudios alrededor de la etnomedicina. Dentro de los médicos más destacados en este ámbito se encuentran Eduardo Estrella Aguirre y Plutarco Naranjo. El primero haría varias publicaciones al respecto como fueron "Medicina Aborigen" en 1977, "El Pan de América"  en 1986  "De la Farmacia Galénica a la Moderna Tecnología Farmacéutica" en 1990, "La Biodiversidad en el Ecuador" 1993 y "Plantas Medicinales Amazónicas" en 1995. Sus estudios muchas veces fueron críticos con las misiones en la Amazonía de Ecuador, que se desarrollaron durante la primera mitad del mismo siglo. La perspectiva evangelizadora de los misioneros muchas veces causó la asimilación de varias tribus indígenas de la Amazonía y con ello la pérdida de los saberes ancestrales medicinales. Esto se encuentra dentro de la corriente general de investigaciones en la etnomedicina que se desarrollaron a lo largo de varios países de Sudamérica. El objetivo era rescatar el conocimiento ancestral de las plantas medicinales de las tribus aborígenes para enriquecer el conocimiento global de medicina tradicional que se limitaba hasta entonces a los conocimientos griegos, indios y chinos. La etnomedicina en la región amazónica se convertía en una alternativa debido a las limitaciones del sistema de salud de Ecuador, y hacía uso de las bondades de las plantas selváticas para atender las necesidades de los habitantes. Por su parte, Plutarco Naranjo aportaría con publicaciones como "Ayahuasca: Etnomedicina y mitología" en el año 1983, "Ocotea quixos, la canela americana" y "La etnomedicina en Ecuador".

### El sistema de salud en la actualidad
Este proceso de consolidación y modernización de las prácticas médicas continuaría a lo largo del resto del siglo XX, llegando a constituirse el sistema de salud de Ecuador que se caracteriza por la segmentación en sectores, privado y público. Dicho sistema esta financiado por varias fuentes como por ejemplo, cotizaciones de los trabajadores del sector formal, o también los sistemas privados para la población de mayor poder adquisitivo, así como con intervenciones de salud pública y redes asistenciales para los más pobres.